# Oscar Cirillo
Oscar Cirillo (Torre Annunziata, ... – ...; fl. XX secolo) è stato un allenatore di calcio e calciatore italiano, di ruolo centrocampista.
Era soprannominato il Fulvio Bernardini del sud.

## Carriera
Giocò dal 1923 al 1925 con il Savoia, in Prima Divisione, laureandosi Campione dell'Italia Centro Meridionale e vicecampione d'Italia nel 1924, collezionando in totale sei presenze in massima serie. Sempre con la squadra napoletana, giocherà dal 1926 al 1928 collezionando diversi gettoni di presenza anche in Prima Divisione. Dopo un intermezzo nel Vomero, dal 1930 giocherà per quattro stagioni consecutive, sempre con la casacca della squadra della sua città, collezionando con i biancoscudati 80 presenze ed una rete.

Nel 1936 è stato anche allenatore dei bianchi, guidandoli nel campionato di Prima Divisione. Nella stagione 1950-1951 ebbe anche un'esperienza sulla panchina dell'Avellino.

## Palmarès

### Club

#### Competizioni nazionali
- Campione dell'Italia Centro Meridionale: 1

Savoia: 1923-1924